# Elodie Vanhamme
Elodie Vanhamme (21 juli 1989) is een Belgisch zwemster. Ze is aangesloten bij de Cercle Royal de Natation de Bruxelles-Atalante (CNBA). Haar favoriete slag is rugslag.
Ze werd al verschillende keren Waals kampioene en in 2009 kon ze Kimberly Buys voorblijven op de 100 meter rugslag op het Belgisch Kampioenschap.

## Belangrijkste prestaties
| Jaar | Olympische Spelen | WK langebaan     | WK kortebaan  | EK langebaan  | EK kortebaan                                       |
| ---- | ----------------- | ---------------- | ------------- | ------------- | -------------------------------------------------- |
| 2008 | geen deelname     |                  | geen deelname | geen deelname | 45e 50m rugslag 33 1000 m rugslag 28e 200m rugslag |
| 2009 |                   | 52e 100m rugslag |               |               | geen deelname                                      |

## Persoonlijke records
(Per 2 augustus 2009)

### Langebaan
| afstand      | tijd    | datum    | plaats                |
| ------------ | ------- | -------- | --------------------- |
| 50m rugslag  | 29.84   | 01-05-09 | Antwerpen             |
| 100m rugslag | 1:02.96 | 01-05-09 | Antwerpen             |
| 200m rugslag | 2:17.61 | 18-01-09 | Saint-Germain-en-Laye |

### Kortebaan
| afstand      | tijd    | datum    | plaats     |
| ------------ | ------- | -------- | ---------- |
| 50m rugslag  | 28.97   | 15-11-08 | Wachtebeke |
| 100m rugslag | 1:01.26 | 15-11-09 | Wachtebeke |
| 200m rugslag | 2:12.34 | 15-11-08 | Wachtebeke |